# Come una sorella
Come una sorella è un film muto italiano del 1912 diretto  da Vincenzo Denizot.